# Marta Mangué
Marta Mangué (Las Palmas de Gran Canaria, 1983. április 23. –) spanyol válogatott kézilabdázó, jelenleg a francia Bourg-de-Péage Drôme Handball játékosa.

## Pályafutása
Mangué 2007-ig spanyol csapatokban játszott, azóta idegenlégióskodik. Spanyol csapatokkal már 2002-től a nemzetközi kupákban, a Bajnokok ligájában is pályára lépett Első külföldi csapata a dán első osztályú Team Esbjerg volt, ahol négy szezont töltött, nemzetközi kupában egyszer tudtak indulni, 2010-ben az EHF-kupában. 2011-ben igazolt a szerb RK Zaječarhoz, ahonnan két sikertelen Bajnokok-ligája kvalifikációt, és egy szponzor visszalépését követően szezon közben, 2012 decemberében távozott. Nem sokkal később csatlakozott a francia Fleury Loiret HB csapatához. 2015-től a Brest Bretagne Handball játékosa.
A spanyol válogatott színeiben Mangué lőtte a legtöbb gólt, csaknem ezret. Két olimpián lépett pályára, 21 évesen már részt vehetett a 2004-es athéni olimpián, majd később a 2012-es olimpián Londonban, ahol bronzérmes lett. Ezen kívül több világversenyen is nyert ezüst és bronzérmeket.

## Sikerei
- Olimpia bronzérmes: 2012
- Világbajnokság bronzérmes: 2011
- Európa-bajnokság ezüstérmes: 2008, 2014